# Iulian Apostol
Iulian Cătălin Apostol (ur. 3 grudnia 1980 w Gałaczu) – rumuński piłkarz grający na pozycji bocznego lub środkowego pomocnika.

## Kariera klubowa
Apostol pochodzi z miasta Gałacz i jest wychowankiem tamtejszego klubu Dunărea Galați. W sezonie 1996/1997 zadebiutował w jego barwach w drugiej lidze rumuńskiej. Po 4 latach gry w tym klubie odszedł do innego drugoligowca Metalulu Plopeni. W 2002 roku z kolei został zawodnikiem Glorii Buzău i przez rok grał w niej w drugiej lidze.
W 2003 roku wrócił do Gałacza i został piłkarzem Oțelulu Galați. 9 sierpnia 2003 zadebiutował w pierwszej lidze rumuńskiej w przegranym 0:1 domowym spotkaniu z Universitateą Craiova. Po zajęciu 5. miejsca w sezonie 2003/2004 odszedł do Farulu Constanța. Wiosną 2006 został wypożyczony do Oțelulu, a sezon 2006/2007 ponownie spędził w Farulu.
Latem 2007 roku został piłkarzem Unirei Urziceni, w której wywalczył miejsce w podstawowym składzie. W sezonie 2008/2009 przyczynił się do wywalczenia przez ten klub, prowadzony przez trenera Dana Petrescu, pierwszego w historii mistrzostwa kraju. Jesienią 2009 wystąpił z Unireą w fazie grupowej Ligi Mistrzów.
W 2010 roku przeszedł do Steauy Bukareszt, a w 2011 roku wrócił do Unirei Urziceni. Z kolei latem 2011 został zawodnikiem Rapidu Bukareszt. W 2013 przeszedł do klubu Dunărea Galați.
| Sezon   | Klub             | Kraj    | Rozgrywki | Mecze | Bramki |
| ------- | ---------------- | ------- | --------- | ----- | ------ |
| 1996/97 | Dunărea Galați   | Rumunia | Liga II   | 6     | 0      |
| 1997/98 | Dunărea Galați   | Rumunia | Liga II   | 5     | 0      |
| 1998/99 | Dunărea Galați   | Rumunia | Liga II   | 13    | 0      |
| 1999/00 | Dunărea Galați   | Rumunia | Liga II   | 27    | 2      |
| 2000/01 | Metalul Plopeni  | Rumunia | Liga II   | 22    | 2      |
| 2001/02 | Metalul Plopeni  | Rumunia | Liga II   | 0     | 0      |
| 2002/03 | Gloria Buzău     | Rumunia | Liga II   | 19    | 1      |
| 2003/04 | Oțelul Galați    | Rumunia | Liga I    | 20    | 2      |
| 2004/05 | Farul Konstanca  | Rumunia | Liga I    | 17    | 0      |
| 2005/06 | Farul Konstanca  | Rumunia | Liga I    | 13    | 0      |
| 2005/06 | Oțelul Galați    | Rumunia | Liga I    | 10    | 0      |
| 2006/07 | Farul Konstanca  | Rumunia | Liga I    | 25    | 6      |
| 2007/08 | Unirea Urziceni  | Rumunia | Liga I    | 19    | 1      |
| 2008/09 | Unirea Urziceni  | Rumunia | Liga I    | 28    | 2      |
| 2009/10 | Unirea Urziceni  | Rumunia | Liga I    | 19    | 2      |
| 2010/11 | Steaua Bukareszt | Rumunia | Liga I    | 5     | 0      |
| 2010/11 | Unirea Urziceni  | Rumunia | Liga I    | 10    | 1      |
| 2011/12 | Rapid Bukareszt  | Rumunia | Liga I    | 10    | 0      |
| 2012/13 | Dunărea Galați   | Rumunia | Liga I    | 8     | 2      |

## Kariera reprezentacyjna
W reprezentacji Rumunii zadebiutował 6 czerwca 2009 roku w wygranym 1:0 spotkaniu eliminacji do Mistrzostw Świata w RPA z Litwą. W meczu tych eliminacji z Wyspami Owczymi (3:1) strzelił pierwszego gola w kadrze narodowej.